# Genrefictie
Tot genrefictie, ook wel bekend als populaire fictie of genreliteratuur, behoren fictiewerken met een herkenbare plot die geschreven zijn in een specifiek literair genre, gericht op liefhebbers van dat genre.
Genrefictie wordt over het algemeen onderscheiden van literaire fictie, hoewel dit onderscheid niet door iedereen wordt geaccepteerd. Bij literaire fictie zou het volgens traditionele opvattingen gaan om literair waardevol werk (zie literaire canon), terwijl genrefictie wordt geschreven om zo veel mogelijk boeken te verkopen en uitsluitend bedoeld is als entertainment. Het is, met andere woorden, volgens deze academische opvatting, geen "literatuur", maar "triviaalliteratuur".
Populaire literatuur als massaproduct is een cultuurindustrie, een term die in de jaren 1940 een negatieve connotatie kreeg door het werk van twee cultuurfilosofen en -critici: Theodor Adorno en Max Horkheimer. In Kulturindustrie – Aufklärung als Massenbetrug ist ein Kapitel aus der Dialektik der Aufklärung verwezen zij met deze term naar de gefabriceerde en gecommercialiseerde aard van massaproducten in het moderne kapitalisme, dat erop uit was om de consumenten te bedriegen. Vanaf 1939 begonnen er in grote oplagen pocketboeken op de markt te komen, waardoor traditionele academici deze literatuur liever links lieten liggen. Hedendaagse academici, schrijvers en andere betrokkenen in het boekenbedrijf drukken zich nu echter vaak veel positiever uit over populaire literatuur.
Voorbeelden van schrijvers van genrefictie:
- Mystery en misdaadfictie: Michael Crichton, Martha Grimes en Tony Hillerman;
- Horror: Thomas Harris, Stephen King en Anne Rice.
- Sciencefiction en fantasy: JK Rowling, Anne McCaffrey en Carl Sagan